# 코스미나 스트라탄
코스미나 스트라탄(루마니아어: Cosmina Stratan, 1984년 10월 20일 ~ )은 루마니아의 저널리스트, 배우이다.

## 출연 작품
- 셜리 (2016)
- 신의 소녀들 (2012)